# José Antonio Rodríguez Manfredi
José Antonio Rodríguez Manfredi (Aznalcázar, España; 23 de marzo de 1974) es un doctor ingeniero de telecomunicaciones español. Desde el año 2001 ocupa el cargo de director del Grupo de Instrumentación Espacial en el Centro de Astrobiología (INTA-CSIC).

## Estudios
Licenciado y doctor en Telecomunicaciones por la Universidad de Sevilla.

## Trabajo
Comenzó trabajando como ingeniero en la Universidad de Sevilla, en el Departamento Ingeniería de Sistemas y Automática, entre los años 1999 y 2001.
En el año 2001 logró a través del CSIC una beca de formación para ingenieros y doctorados, y se trasladó a Madrid donde estaba recién fundado el Centro de Astrobiología.
Allí uno de sus primeros encargos sería desarrollar sistemas e instrumentos para perforar el subsuelo en Riotinto, lugar conocido por sus similitudes al suelo marciano. Allí debería caracterizar sus parámetros geobiológicos y buscar rastros de vida a nivel de microorganismos y bacterias. Era el ensayo para las misiones de la NASA a 
Marte. Ese mismo año sería nombrado director del departamento de instrumentación espacial del Centro de Astrobiología.
Fue el investigador principal para el instrumento Temperature and Winds for InSight (TWINS) de la misión InSight de la NASA (Lanzado 2018 destino  Marte). También es el investigador principal para el instrumento Mars Environmental Dynamics Analyzer (MEDA) a bordo del rover Perseverance para la misión Mars 2020 de NASA (Lanzado 2020 destino Marte).
Su investigación se centra centrada en el desarrollo de instrumentación espacial para la exploración y caracterización ambiental y geo-biológica de otros planetas o lunas, así como de ambientes extremos en la Tierra.

## Honores y reconocimientos
En el año 2018 recibió el Premio Andaluz de las Telecomunicaciones.